# Jimmi Sørensen
Jimmi Sørensen (* 7. November 1990) ist ein dänischer Straßenradrennfahrer.
Jimmi Sørensen wurde 2007 Dritter bei der dänischen Juniorenmeisterschaft im Einzelzeitfahren und er gewann die zweite Etappe bei Keizer der Juniores Koksijde. Im nächsten Jahr gewann er die Youth Tour Greve und eine Etappe bei der Drei Etappen Rundfahrt Frankfurt. Bei der dänischen Meisterschaft der Junioren gewann er das Einzelzeitfahren. Außerdem war er wie schon 2007 auf einem Teilstück des Etappenrennens Keizer der Juniores Koksijde erfolgreich. Ab der Saison 2009 wird Sørensen für das dänische Continental Team Designa Køkken an den Start gehen.

## Erfolge
2008
- Dänischer Meister – Einzelzeitfahren (Junioren)

2009
- Dänischer Meister – Einzelzeitfahren (U23)

2011
- Dänischer Meister – Teamzeitfahren

## Teams
- 2009 Team Designa Køkken
- 2010 Team Designa Køkken-Blue Water
- 2011 Glud & Marstrand-LRØ
- 2012 Christina Watches-Onfone
- 2013 Christina Watches-Onfone
- 2014 Christina Watches-Kuma
- 2015 Team ColoQuick